# Tabanus crocodilinus
Tabanus crocodilinus är en tvåvingeart som beskrevs av Austen 1912. Tabanus crocodilinus ingår i släktet Tabanus och familjen bromsar. Inga underarter finns listade i Catalogue of Life.